# SN 2009J
SN 2009J – supernowa typu Iax odkryta 13 stycznia 2009 roku w galaktyce IC2160. W momencie odkrycia miała maksymalną jasność 17,60m.